# Ріальто (муніципалітет)
Ріальто (італ. Rialto, ліг. Riaoto) — муніципалітет в Італії, у регіоні Лігурія, провінція Савона.
Ріальто розташоване на відстані близько 440 км на північний захід від Рима, 60 км на захід від Генуї, 20 км на захід від Савони.

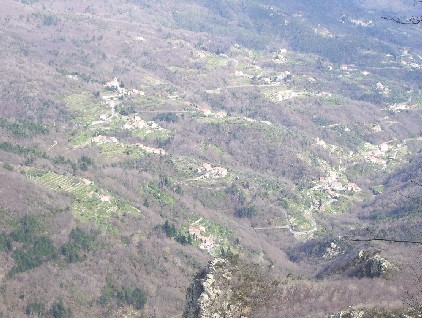

Населення — 568 осіб (2014).

## Демографія
Населення за роками:

Станом на 1 січня 2023 року в муніципалітеті офіційно проживало 16 іноземців з 8 країн, серед них 9 громадян країн Євросоюзу.

## Сусідні муніципалітети
- Борміда
- Каліче-Лігуре
- Каліццано
- Мальйоло
- Озілья
- Тово-Сан-Джакомо